# Jastrzębiec (powiat piaseczyński)
Jastrzębiec – wieś w Polsce, w województwie mazowieckim, w powiecie piaseczyńskim, w gminie Lesznowola.
Wieś wchodzi w skład sołectwa Garbatka. Do 2023 miejscowość była częścią wsi Garbatka.
W latach 1975–1998 Jastrzębiec administracyjnie należał do województwa warszawskiego.
W Jastrzębcu zlokalizowany jest Instytut Genetyki i Hodowli Zwierząt PAN.

## Zabytki
- dwór murowany z końca XVIII wieku,
- zabudowania gospodarcze z początku XIX w.